# A pranzo con Wilma
A pranzo con Wilma è stato un programma televisivo italiano andato in onda su Telemontecarlo nella fascia del mezzogiorno dal 1990 al 1993, dal lunedì al venerdì, con la conduzione di Wilma De Angelis.

## Contenuti
La trasmissione nacque durante la collaborazione della cantante con l'emittente monegasca, per la quale stava conducendo il programma culinario Sale, pepe e... fantasia e altri contenuti a tema.
In questa trasmissione Wilma, aiutata dall'ospite famoso (diverso in ogni puntata), preparava ricette tradizionali o innovative, per poi consumare le pietanze realizzate in compagnia del suo invitato in uno studio televisivo arredato come sala da pranzo, animato anche dalla presenza di una colf filippina. La conduttrice approfittava così del clima confidenziale creato dal contesto per discorrere con l'ospite famoso, del quale durante la puntata veniva realizzata anche una caricatura dal disegnatore Francesco Murano. La domanda di rito che veniva fatta all'ospite di turno dalla conduttrice era: «Quale è il tuo rapporto con il frigorifero?».
Durante le varie edizioni presero parte alla trasmissione attori, cantanti, intellettuali, volti televisivi ma anche personaggi politici. Particolare scalpore suscitarono le puntate nelle quali erano ospiti, rispettivamente, Maurizia Paradiso, nota per le sue telepromozioni hard sulle reti private,  e la pornodiva Moana Pozzi.